# Thamnium fluviaticum
Thamnium fluviaticum är en bladmossart som beskrevs av C. Müller och Per Karl Hjalmar Dusén 1895. Thamnium fluviaticum ingår i släktet Thamnium och familjen Neckeraceae. Inga underarter finns listade i Catalogue of Life.